# Desmopachria darlingtoni
Desmopachria darlingtoni är en skalbaggsart som beskrevs av Young 1989. Desmopachria darlingtoni ingår i släktet Desmopachria och familjen dykare. Inga underarter finns listade i Catalogue of Life.